# Requienellaceae
Requienellaceae es una familia de hongos en el orden Pyrenulales. Las especies en esta familia poseen una distribución amplia, y crecen en madera y corteza.